# Nokia Nseries

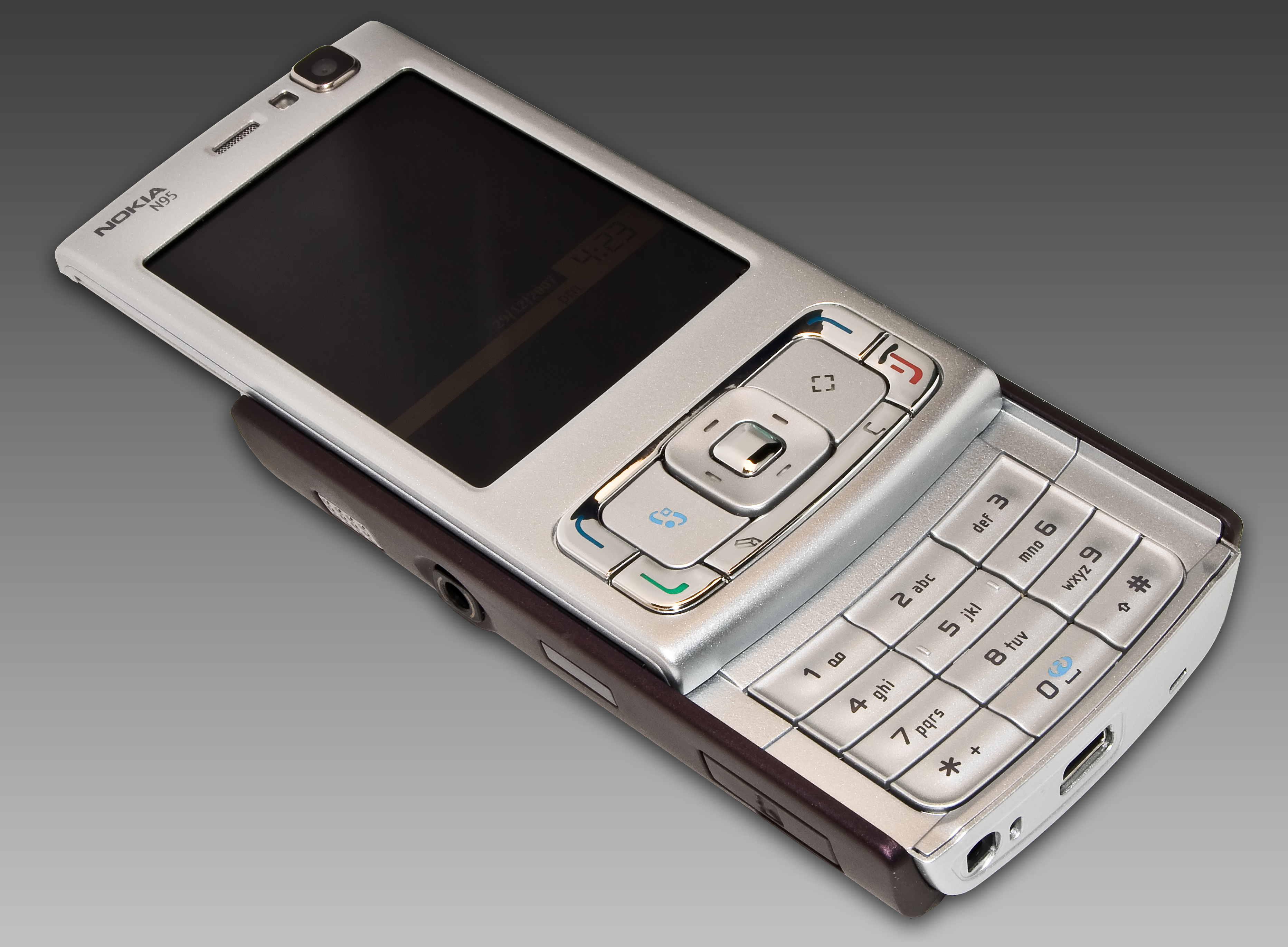
N95（日本国内はSoftBank X02NKとして発売）

Nokia Nseriesは、ノキアが制作しているマルチメディアに特化したハイエンド携帯電話シリーズである。

## 歴史
2005年4月27日にノキアは初の機種シリーズNseries機種となるN70とN90とN91を発表した。その後も今日に至るまで新機種を発表し続けている。

### 日本上陸
Nokia Nseriesの日本上陸は、N71として海外で発売されていたものをボーダフォン 日本法人（現ソフトバンクモバイル）向けにローカライズし、Vodafone 804NKとして発表して以来、Vodafone/SoftBank向けに、SoftBank 705NK (N73)、SoftBank X02NK (N95)、Nokia N82を供給していた。

## 特徴
型番の数字が2桁のNseries端末ではSymbian OSを採用しユーザインタフェースにはS60プラットフォームを採用している。マルチメディアに特化した携帯電話で、音楽プレーヤーや高画質カメラは標準装備、別途ソフトウェアをインストールすることで様々な使い方ができるようになっている。
NseriesはBluetoothはもちろん、海外ではマイナーな赤外線やWi-Fi、GPSを備えたものもある。
N95はデュアルスライドを採用し、音楽携帯としての機能に特化している。N93はビデオカメラのような形状で、ムービー撮影に特化している。N92やDVB-Hに対応している。N73はカール・ツァイスレンズを搭載し、デジタルカメラ並みの撮影品質を備えている。
なお、N770とN800とN810は携帯電話ではなく Internet Tablet と呼ばれる携帯機器であり、OSとしてSymbian OSではなく、DebianベースのMaemoを採用している。

## 機種

### N70シリーズ
- N70
- N71 (Vodafone 804NK)
- N72
- N73 (SoftBank 705NK)
- N73 Music Edition
- N75
- N76
- N77
- N78
- N79

### N80シリーズ
- N80
- N80 Internet Edition
- N81
- N81 8GB
- N82（ソフトバンクモバイル扱い）
- N85
- N86 8MP
- N800
- N810
- N810 WiMAX Edition

### N90シリーズ
- N90
- N91
- N91 8GB
- N92
- N93
- N93i
- N95 (SoftBank X02NK)
- N95 8GB
- N96
- N97
- N900